# Cahaignes
Cahaignes är en kommun i departementet Eure i regionen Normandie i norra Frankrike. Kommunen ligger i kantonen Écos som tillhör arrondissementet Les Andelys. År 2018 hade Cahaignes 347 invånare.

## Befolkningsutveckling
Antalet invånare i kommunen Cahaignes
Referens:INSEE